# Muret
Muret (occitană Murèth) este un oraș în Franța, sub-prefectură a departamentului Haute-Garonne, în regiunea Midi-Pirinei. Aerodromul orașului găzduiește spectacolul aerian Airexpo în fiecare an. 

## Orașe înfrățite
- Monzón (Spania)